# Lomographa elsinora
Lomographa elsinora là một loài bướm đêm trong họ Geometridae.